# У одбрану живота свог
У одбрану живота свог (енгл. „Defending Your Life“) је америчка комедија из 1991. са Мерил Стрип у главној улози.

## Улоге
| Глумац        | Улога         |
| ------------- | ------------- |
| Мерил Стрип   | Џулија        |
| Алберт Брукс  | Данијел Милер |
| Рип Торн      | Боб Дајмонд   |
| Џорџ Д. Волас | судија        |